# Дорошевич, Влас Михайлович
Влас Михайлович Дороше́вич (5 [17] января 1865, Москва, Российская империя — 22 февраля 1922, Петроград, РСФСР) — русский журналист, театральный критик и публицист, один из известнейших русских фельетонистов конца XIX — начала XX века.

## Биография
Отец — журналист Сергей Соколов — рано умер. Мать, писательница Александра Ивановна Соколова (1833—1914), происходила из дворянского рода Денисьевых, получила образование в Смольном институте и печаталась в московской периодике. Фамилию получил от приёмного отца, полицейского Михаила Ивановича Дорошевича, усыновившего 6-месячного ребёнка, оставленного матерью в дешёвом номере гостиницы. Спустя 10 лет А. И. Соколова через суд сумела вытребовать сына к себе, однако при этом самому Власу была нанесена тяжёлая душевная травма, и впоследствии он не раз обращался к теме «О незаконных и о законных, но несчастных детях», она красной нитью идет через все его раннее творчество.
В 1872 году был принят в приготовительный класс 4-й московской гимназии (при содействии её инспектора А. Г. Кашкадамова). Учился в нескольких московских гимназиях, откуда неоднократно исключался за плохое поведение и неуважение к начальству. Гимназический курс завершил экстерном.
Работу в газетах начал, ещё будучи учеником московской гимназии. Был репортёром «Московского листка», «Петербургской газеты», писал юмористические заметки в «Будильнике». 
В начале творческой деятельности тяготел к народной жизни, сблизившись на этой почве с известным книгоиздателем И. Д. Сытиным. Настоящая известность пришла к нему со времени работы в 1890-х годах в одесских газетах. Большой популярностью пользовались его фельетоны, Власа даже прозвали "королем фельетонов". Его произведения, написанные в этом жанре, считаются образцовыми до сих пор.
В 1897 году на пароходе Добровольного флота «Ярославль», специально спроектированного для перевозки каторжан, Дорошевич предпринял путешествие на Дальний Восток. Издал книгу очерков о Сахалине и о сахалинской каторге.
С 1902 по 1917 год редактировал газету И. Д. Сытина «Русское слово». В этот период издание стало самым читаемым и тиражным в Российской империи.
С августа 1918 по май 1921 года жил в Севастополе, отказавшись от сотрудничества с антибольшевистскими газетами. По окончании Гражданской войны в Крыму уже тяжело больным сделал заявление о «полном присоединении» к советской власти.
В мае 1921 года возвратился в Петроград, где вскоре умер от туберкулёза. В похоронах участвовали 4 человека.
Похоронен на Литераторских мостках Волковского кладбища.

### Личная жизнь
Первая жена — актриса Клавдия Кручинина, работала в провинциальных театрах. Дочь от этого брака, Наталия Власовна Дорошевич (1905—1955) воспитывалась в Керченском девичьем институте, оставила «Воспоминания». Отец навещал дочь в Керчи.
Вторая жена (с 1907 г.) — актриса Ольга Николаевна Миткевич (?—1941).

## Сочинения
• Дорошевич В. В Земле Обетованной. (Палестина). С 76 рисунками. - М., типография т-ва И.Д.Сытина, 1900.
- Дорошевич В. Восток и война. — М., 1905.
- Дорошевич В. Восточныя сказки. — Берлин, Книгоиздательство «Литература», 1921.
- Дорошевич В. Рассказы и очерки / Составление, послесловие и примечание С. В. Иванова. — М.: Московский рабочий, 1966.
- Дорошевич В. Сказки и легенды. — М.—Петроград: Петроград, 1923.
- Дорошевич В. Сказки и легенды / Вступ. статья, составление, подготовка текста и комментарии С. В. Букчина. — Минск: Наука и техника, 1983.
- Дорошевич В. Сахалин: Каторга. В 3-х частях. Часть первая: Укрощённый хам. — М.: Захаров, 2001. — 196 с. — (Публицистика). — ISBN 5-8159-0167-9.
- Дорошевич В. Сахалин: Каторга. В 3-х частях. Часть вторая: Добрый человек. — М.: Захаров, 2001. — 200 с. — (Публицистика). — ISBN 5-8159-0168-7.
- Дорошевич В. Сахалин: Каторга. В 3-х частях. Часть третья: Сахалинское Монте-Карло. — М.: Захаров, 2001. — 224 с. — (Публицистика). — ISBN 5-8159-0169-5.
- Театральная критика Власа Дорошевича / Сост., вступит. ст. и коммент. С. В. Букчина. — Минск: Харвест, 2004. — 863 с.
- Дорошевич В. М. Сахалин / Вступ. статья, составление, подготовка текста и комментарии С. В. Букчина; в 2-х томах. — Южно-Сахалинск, 2005.
- Дорошевич В. М. Воспоминания / Вступ. статья, составление, подготовка текста и комментарии С. В. Букчина. — М.: Новое литературное обозрение, 2008.

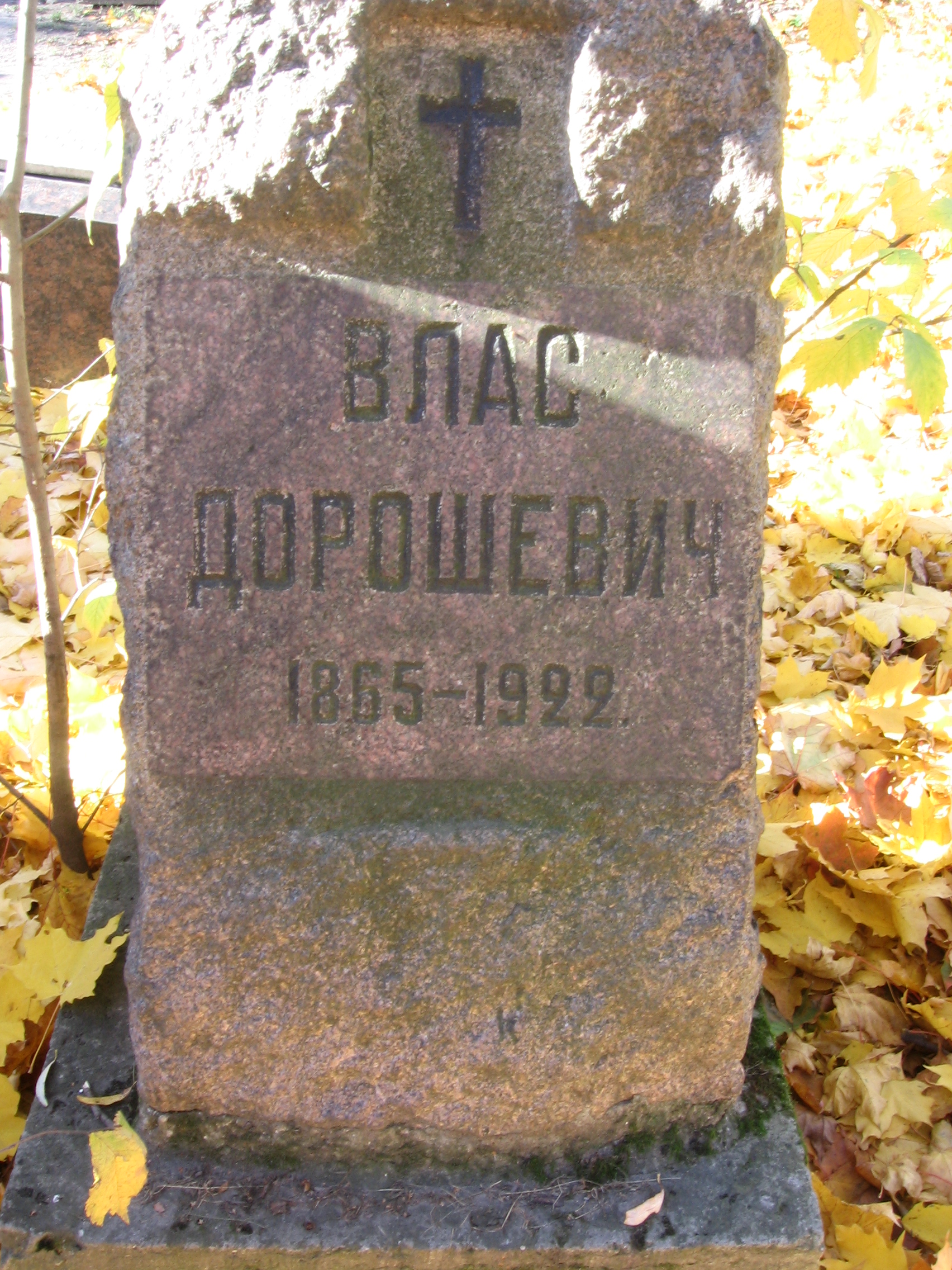
Надгробие
В. М. Дорошевича на Литераторских мостках

## Экранизации
- «Женщина-вампир» — не сохранившийся двухсерийный фильм 1917 года (по роману «Убийство», товарищество «И. Н. Ермольев»)[7].